# Kerntheorie (Chemie)
Die Kerntheorie ist eine von Auguste Laurent 1836 veröffentlichte Anschauung über die Natur der organischen Verbindungen in der Chemie.
Schon Jean Baptiste Dumas konnte beim Kerzenwachs nachweisen, dass Wasserstoffatome durch Chloratome ersetzt werden können (siehe hierzu Geschichte der Substitutionsreaktion).
Dieser Ersatz von elektropositiven Wasserstoffatomen durch elektronegative Chloratome entsprach nicht der herkömmlichen Theorie von chemischen Umsetzungen nach Jöns Jakob Berzelius, da nach seiner aus der Elektrochemie und von Salzen abgeleiteten Theorie nur elektropositive  und elektronegative  Teilchen im Molekül zusammenkommen können. Es war nach seiner Theorie nicht möglich, dass das elektropositive Wasserstoffatom durch das elektronegative Chlor bei einer chemischen Reaktion ausgetauscht wird, da so eine Verbindung aus elektronegativem Chlor und elektronegativem Kohlenstoff entstünde.
Dumas und Justus von Liebig gebrauchten den Begriff radikalische Substitution, um den atomaren Austausch eines Wasserstoffatoms durch ein Chloratom in der organischen Chemie zu bezeichnen.
Auguste Laurent hatte die Oxidation von Anthracen in Anthrachinon und die Substitution von Wasserstoffatomen durch Chloratome im Naphthalin entdeckt. Laurent gebrauchte den Begriff Radikal für Atomkerne. Später verwendet er den Begriff Radikal auch für größere Atomgruppen. Der Stamm-Kern, die Kohlenstoffatome, bleiben bei vielen Umsetzungen erhalten. Neben-Kerne wie das Wasserstoff können durch andere Kerne wie Halogene, Sauerstoff, Stickstoff substituiert werden.
Der Austausch der Neben-Kerne erfolgt entsprechend der stöchiometrischen Gesetze.
Nach dieser Theorie spielt die Elektronegativität keine gewichtige Rolle, sondern nur die räumliche Geometrie des Moleküls.
Laurent betrachtete Moleküle als geometrische Figuren wie Pyramiden. Die Kanten (Wasserstoffatome) können durch andere Atome (Halogene oder Sauerstoff) ersetzt werden, den Mittelpunkt bildet das Kohlenstoffatom.
Die Kerntheorie war die spätere Grundlage für die Theorie des Benzolringes nach Friedrich August Kekulé von Stradonitz.
Die Kerntheorie wurde von Leopold Gmelin der Bearbeitung des organischen Teils seines großen Handbuchs zugrunde gelegt.